# Lullange
Lullange är en ort i Luxemburg.   Den ligger i distriktet Diekirch, i den norra delen av landet, 50 kilometer norr om huvudstaden Luxemburg. Lullange ligger 453 meter över havet och antalet invånare är 132.
Terrängen runt Lullange är platt åt nordväst, men åt sydost är den kuperad.  Närmaste större samhälle är Wiltz, 10,1 kilometer söder om Lullange. 
Omgivningarna runt Lullange är en mosaik av jordbruksmark och naturlig växtlighet. Runt Lullange är det ganska glesbefolkat, med 31 invånare per kvadratkilometer.